# Eopenthes
Eopenthes är ett släkte av skalbaggar. Eopenthes ingår i familjen knäppare.

## Dottertaxa tillEopenthes, i alfabetisk ordning[1]
- Eopenthes ambiguus
- Eopenthes antennatus
- Eopenthes arduus
- Eopenthes auratus
- Eopenthes basalis
- Eopenthes caeruleus
- Eopenthes celatus
- Eopenthes cognatus
- Eopenthes debilis
- Eopenthes deceptor
- Eopenthes divisus
- Eopenthes funebris
- Eopenthes germanus
- Eopenthes gracilis
- Eopenthes humeralis
- Eopenthes kauaiensis
- Eopenthes konae
- Eopenthes longicollis
- Eopenthes marginatus
- Eopenthes mauiensis
- Eopenthes muticus
- Eopenthes oahuensis
- Eopenthes obscurus
- Eopenthes pallipes
- Eopenthes parvulus
- Eopenthes perkinsi
- Eopenthes plebeius
- Eopenthes politus
- Eopenthes satelles
- Eopenthes tarsalis
- Eopenthes tinctus
- Eopenthes unicolor
- Eopenthes varians